# Aire de stationnement
Pour les articles homonymes, voir Aire et Tarmac (homonymie).

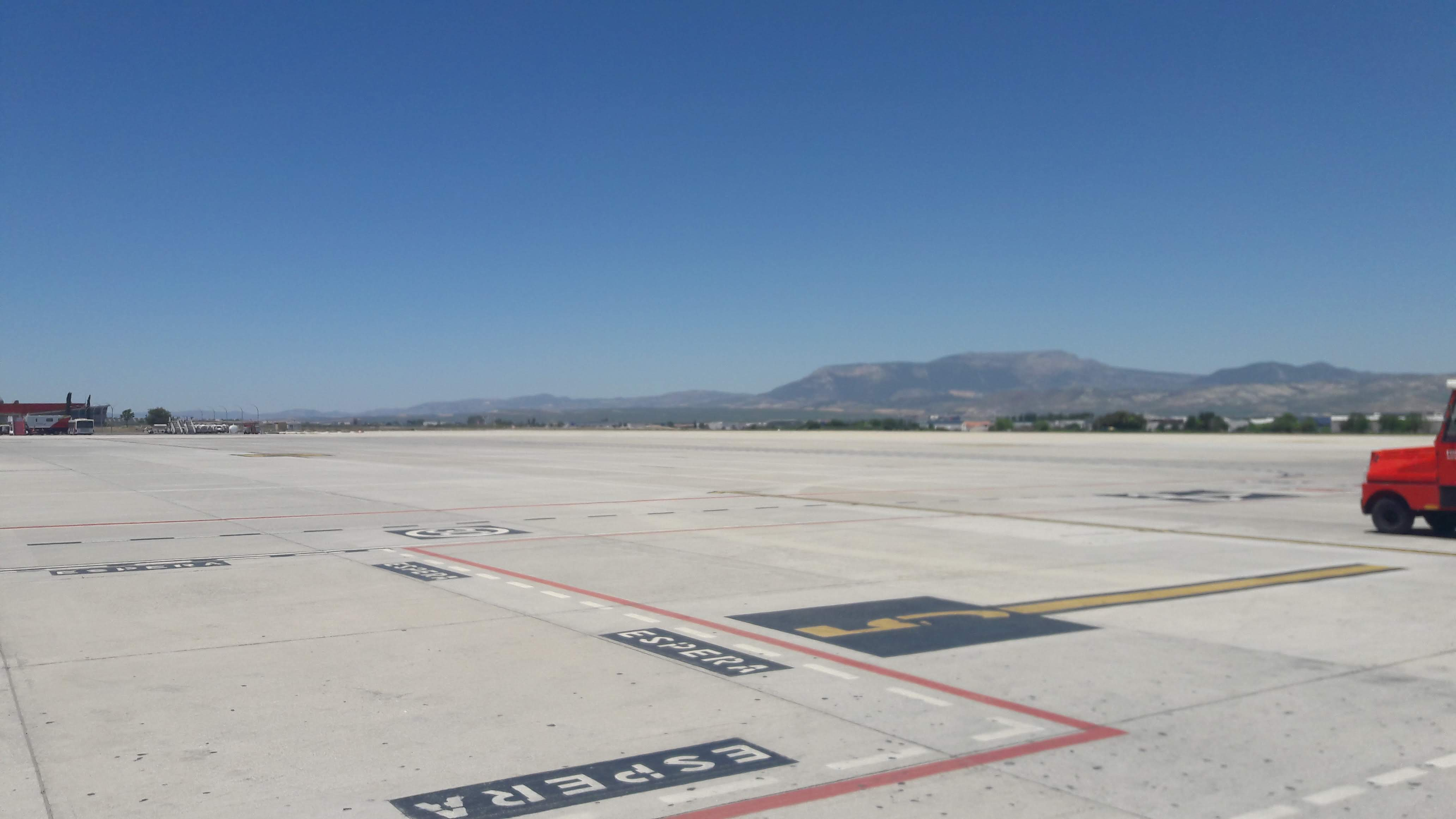
Aire de trafic de l’aéroport de Grenade.

L’aire de stationnement, aire de trafic ou tarmac est la partie d'un aérodrome destinée au stationnement des appareils ainsi qu'à l'avitaillement et à l'embarquement des passagers ou du fret.
Lorsque le nombre de mouvements est élevé, un service de gestion d'aire de trafic assure la régulation des activités et des mouvements des aéronefs et des véhicules sur cette aire.
Le déplacement entre les aires de trafic, et entre celles-ci et la piste, se fait sur les voies de circulation.

## Terminologie
Le terme officiel français est « aire de trafic ».
Le terme tarmac, souvent employé par les médias et le grand public, désigne en fait l'un des types de revêtement de sol utilisé sur certains aéroports. Il désigne l’aire de stationnement par métonymie. Le mot désigne aussi la piste, mais certains considèrent cet usage comme un abus de langage.